# 3I Sky Arrow
Sky Arrow là một máy bay cánh quạt, hai chỗ ngồi bố trí sau cánh quạt, cánh được bố trí cao và được chế tạo bằng vật liệu carbon, do hãng 3I (Iniziative Industriali Italiane) chế tạo phục vụ cho nhu cầu giải trí tiêu khiển.

## Các phiên bản

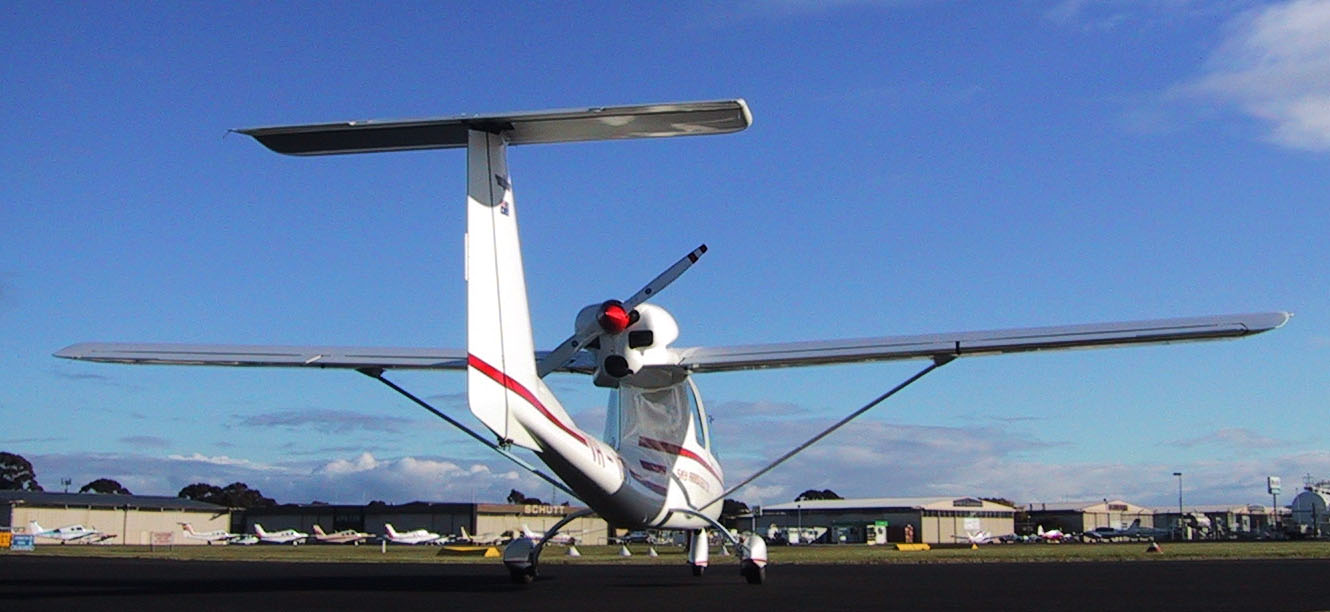
Phần phía sau của Sky Arrow 650 TCN (VH-IOI).

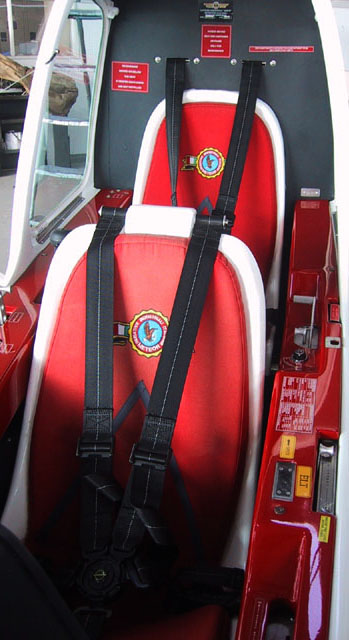
Ghế ngồi của Sky Arrow 650 TCN (VH-IOI)

Thiết kế thông thường - không còn sản xuất
- Sky Arrow 650 TC
- Sky Arrow 650 TCN
- Sky Arrow 650 TCNS

Thiết kế thông thường - đang sản xuất
- Sky Arrow 650TCS:

(động cơ 100 hp), VFR và Sky Arrow 650 TCNS cho VFR Night - Trọng lượng cất cánh tối đa (MTOW) là 650 kg (1.433 lb)
- Sky Arrow 710RG:

động cơ 100 hp, C cho VFR và CN cho VFR Night với MTOW tăng lên 710 kg (1.565 lb) và bộ bánh đáp có thể thu vào
- Sky Arrow 710 PLUS:

động cơ 100 hp, C và CN với MTOW tăng lên 710 kg (1.565 lb) và bộ bánh đáp cố định
- Sky Arrow 650 ERA:

trang bị với thiết bị đo đạc RAWAS bởi Atmospheric Turbulence Diffusion Division của National Oceanic Atmospheric Administration Lưu trữ ngày 31 tháng 1 năm 2009 tại Wayback Machine và Iniziative Industriali Italiane, được sử dụng cho mục đích kiểm tra môi trường và quản lý khu vực, ngoài ra còn có hoạt động nghiên cứu khoa học.
Máy bay hạng nhẹ
- Sky Arrow 450TS (100 hp)
- Sky Arrow 480TS (100 hp)
- Sky Arrow 500TF (80 hp)

Máy bay thể thao hạng nhẹ - đang sản xuất
- Sky Arrow Sport (100 hp)

Tự lắp ráp
- Sky Arrow 1450L (100 hp/115 hp)

## Thông số kỹ thuật (650TN)

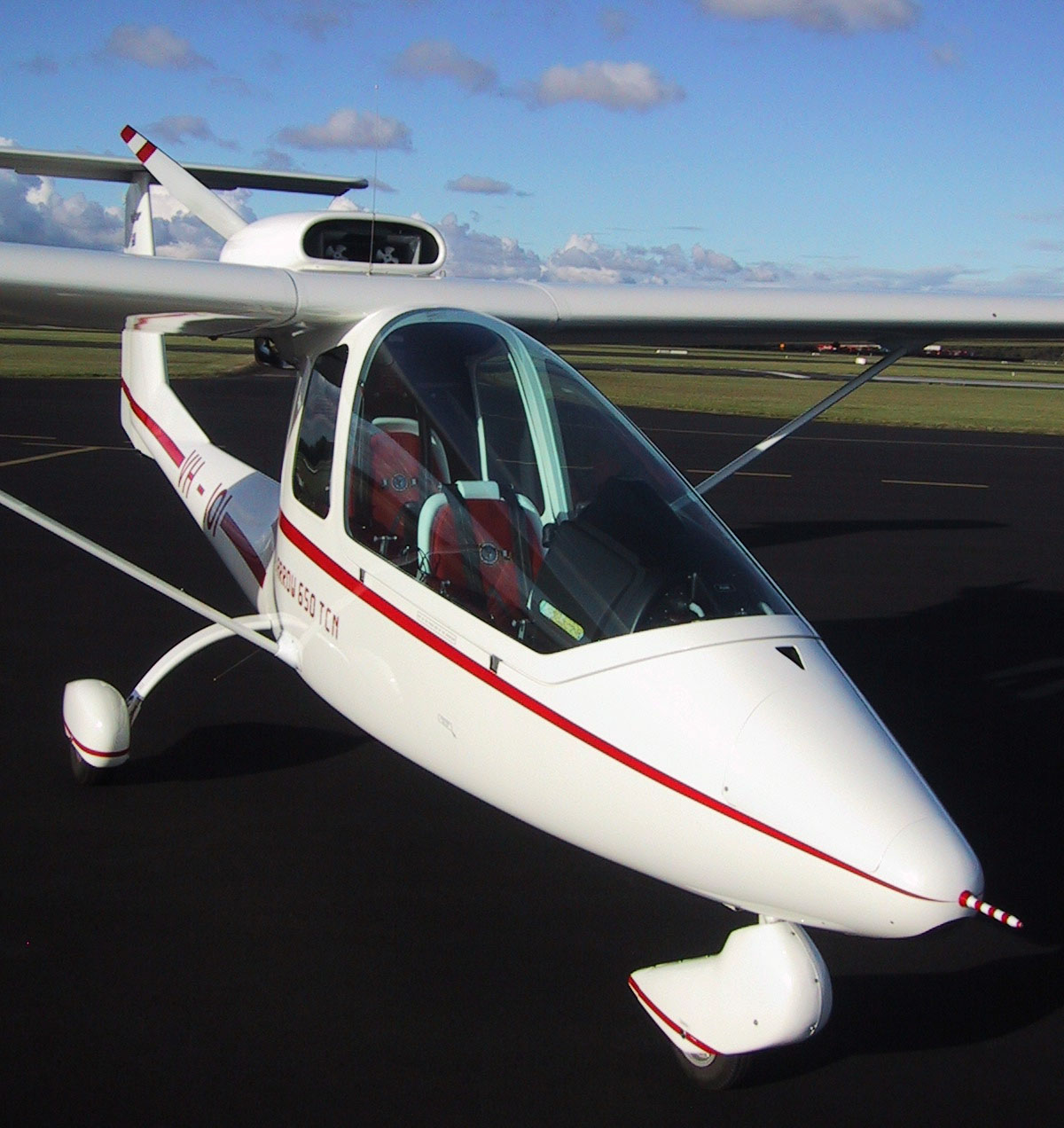
Sky Arrow 650 TCN

### Đặc điểm riêng
- Phi đoàn: 1
- Sức chứa: 1 hành khách
- Chiều dài: 24,9 ft
- Sải cánh: 31,8 ft
- Chiều cao: 8,4 ft
- Diện tích cánh: n/a
- Trọng lượng rỗng: 877 lb
- Trọng lượng cất cánh: n/a
- Trọng lượng cất cánh tối đa: 1.433 lb
- Động cơ: 1× Rotax 912S, 100 hp
- Nhiên liệu: 18 US gallon (68 lít)

### Hiệu suất bay
- Vận tốc cực đại: 132 knot
- Tầm bay: 380 nm với 75% công suất
- Trần bay: 13.500 ft
- Vận tốc lên cao: 700 f/phút
- Lực nâng của cánh: 14,3 lb/hp
- Lực đẩy/trọng lượng:

## Vận tốc
Vận tốc V bao gồm:

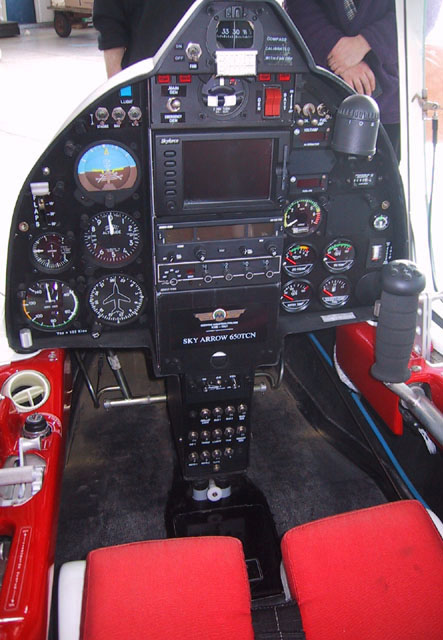
Bộ phận điều khiển của Sky Arrow 650 TCN (VH-IOI).

- VX (với góc lên tốt nhất): 57 knot
- VY (với tốc độ lên tốt nhất): 65 knot
- VA (theo thiết kế): 90 knot
- VFE (với cánh tà mở rộng tối đa): 67 knot
- VNO (tốc độ tuần tiễu tối đa): 104 knot
- VSO * VR (tốc độ đạt được khi quay vòng): 45 knot